# Mutabaruka
Mutabaruka, pseudonimo di Allan Hope (Rae Town, 26 dicembre 1952), è un cantante giamaicano.
È un membro del movimento dub poetry. Il suo nome deriva dalla lingua kinyarwanda tradotto significa "Uno che è sempre vittorioso".

## Biografia
Il suo album del 1983 Check It è stato pubblicato dall'etichetta blues di Chicago Alligator Records.

## Discografia
| Anno | Titolo                   | Etichetta            |
| ---- | ------------------------ | -------------------- |
| 1982 | Live at Reggae Sunsplash | Sunsplash            |
| 1983 | Check It!                | Alligator            |
| 1983 | Dub Poets Dub            | Heartbeat            |
| 1984 | Outcry                   | Shanachie            |
| 1986 | The Mystery Unfolds      | Shanachie            |
| 1989 | Any Which Way...Freedom  | Shanachie            |
| 1990 | Mutabaruka               | Rounder              |
| 1991 | Blakk Wi Blak...K...K... | Shanachie            |
| 1994 | Melanin Man              | Shanachie            |
| 1998 | Gathering of the Spirits | Shanachie            |
| 1998 | Muta in Dub              | Blackheart           |
| 2002 | Life Squared             | Heartbeat            |
| 2006 | In Combination           | Revolver             |
| 2009 | Live And Lessons         | Gallo Record Company |